# Gran Cordillera Divisoria
La Gran Cordillera Divisoria (en inglés: Great Dividing Range) es la cadena de montañas más importante de Australia. Esta se extiende a lo largo de 3500 km, desde el extremo noreste de Queensland, a lo largo de toda la costa oriental atravesando Nueva Gales del Sur, y el estado de Victoria más al sur, hasta el extremo sur del continente, donde tuerce hacia el oeste y finaliza en la inmensa planicie central en los montes Grampianos, en el estado de Victoria. 
El punto más elevado en Australia es el monte Kosciuszko (2228 m), y todas las otras zonas alpinas del país australiano forman parte de esta cordillera. Las zonas más altas, en la zona sur de Nueva Gales del sur y el este de Victoria, son llamadas los Alpes australianos.

## Geografía
La Cordillera Divisoria no consiste en una única cadena montañosa continua, sino que es más bien un complejo combinado (cordillera) de cordilleras, mesetas, zonas montañosas y escarpes con una historia geológica antigua y compleja. El nombre de la división fisiográfica de la masa de tierra se llama Cordillera de Australia Oriental. En algunos lugares el terreno es relativamente llano, formado por colinas muy bajas[4]. Normalmente, las tierras altas tienen una altura de entre 300 y 1.600 metros. Las montañas y mesetas, formadas por calizas, areniscas, cuarcitas, esquistos y dolomitas, han sido creadas por procesos de fallas y plegamientos.
La cresta de la Gran Cordillera Divisoria está definida por el límite de la cuenca hidrográfica entre las cuencas de los sistemas fluviales al este (el lado costero o de la lluvia) y al oeste (el lado interior o de sotavento) de la misma. Las partes más altas y accidentadas de la "cordillera" no forman necesariamente parte de la cresta de la cordillera, sino que pueden ser ramas y vástagos de la misma. El término "Gran Cordillera Divisoria" puede referirse específicamente a la cresta de la cordillera, o a todo el complejo de tierras altas que incluye todas las colinas y montañas entre la costa oriental de Australia y las llanuras y tierras bajas centrales. En algunos lugares puede tener una anchura de hasta 400 km. Las cordilleras y otros accidentes notables que forman parte del complejo de la cordillera tienen sus propios nombres distintivos.
Como regla general, los ríos al este/sudeste de la Cordillera Divisoria desaguan directamente hacia el este en el Pacífico Sur y el Mar de Tasmania, o hacia el sur en el Estrecho de Bass. Los ríos al oeste de la Cordillera Divisoria desaguan en varias direcciones hacia el oeste según las latitudes: la cuenca del Murray-Darling en el sureste de Australia (Darling Downs/este del suroeste de Queensland, oeste/centro de Nueva Gales del Sur, norte de Victoria y la región de Murraylands/Riverland del sureste de Australia del Sur) drenan hacia el suroeste en la Gran Bahía Australiana a través del lago costero Alexandrina; la mitad oriental de la cuenca del lago Eyre en el centro-este de Australia (los sistemas fluviales de Cooper Creek y Warburton en el centro/oeste del suroeste de Queensland y en el extremo oriental del norte de Australia del Sur) drenan hacia el suroeste en el endorreico Kati Thanda-Lago Eyre; los numerosos ríos del oeste de la península del Cabo York en el noreste de Australia (norte/lejano norte de Queensland) drenan hacia el oeste o el noroeste directamente en el golfo de Carpentaria.

## Historia

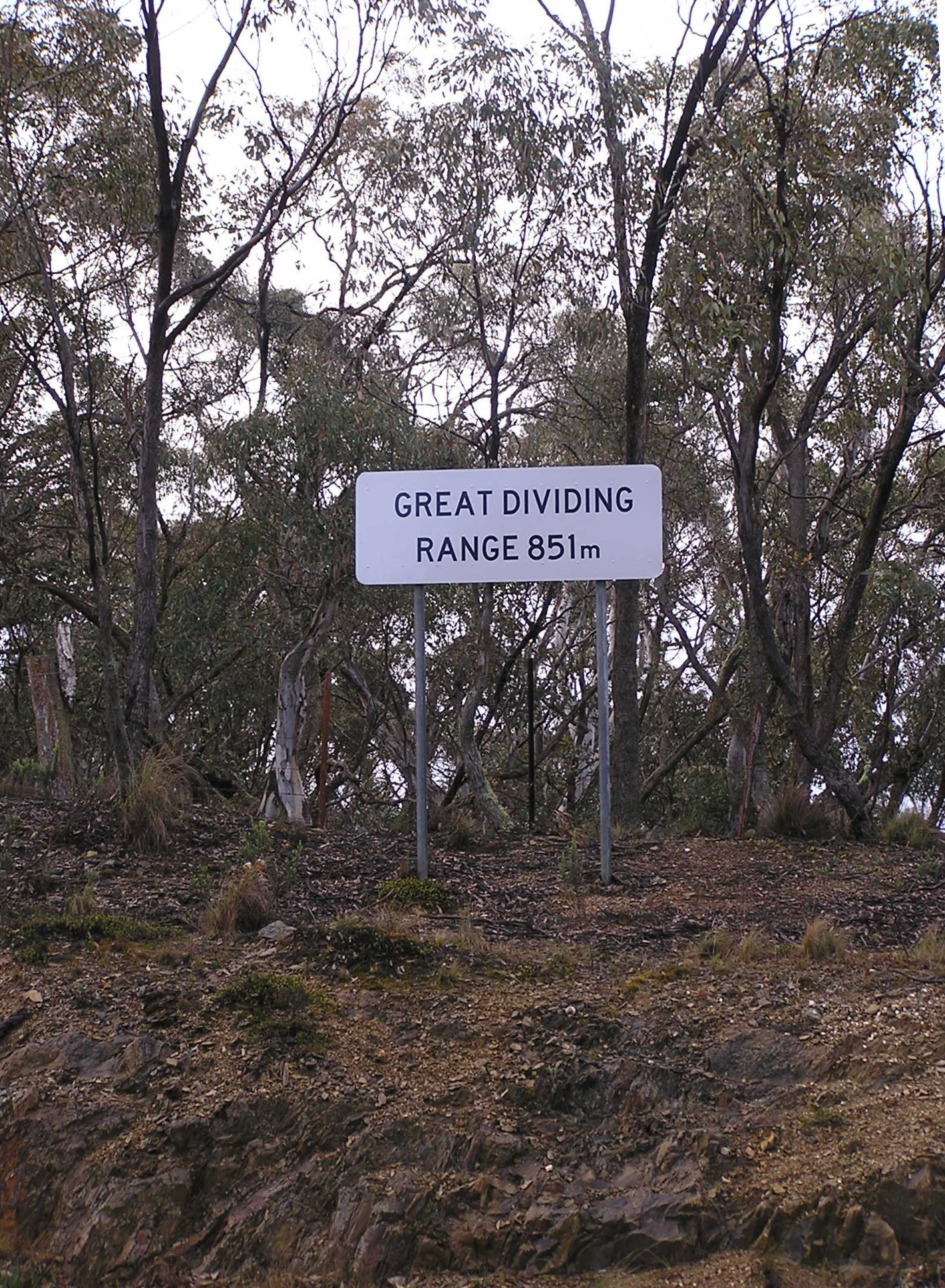
Señal de la Gran Cordillera Divisoria en la Kings Highway entre Braidwood y Bungendore, Nueva Gales del Sur.

La Gran Cordillera Divisoria se formó durante el Carbonífero, es decir, hace más de 300 millones de años, cuando Australia colisionó con lo que hoy son partes de Sudamérica y Nueva Zelanda. La cordillera ha experimentado una importante erosión desde entonces. (Véase Geología de Australia.)
Durante decenas de miles de años antes de la colonización británica, la cordillera estuvo habitada por varias naciones y clanes aborígenes australianos. En algunos lugares quedan vestigios de su modo de vida tradicional, como cuevas decoradas, campamentos y senderos utilizados para viajar entre la costa y el interior. Muchos descendientes de estas naciones siguen existiendo hoy en día, y algunos siguen siendo los propietarios tradicionales y custodios de sus tierras.
Tras la colonización británica en 1788, las cordilleras fueron un obstáculo para la exploración y el asentamiento de los colonos británicos. Aunque no eran altas, algunas partes de las tierras altas eran muy accidentadas. Cruzar las Montañas Azules era especialmente difícil debido a la idea errónea de que había que seguir los arroyos en lugar de las crestas, y a las montañas de arenisca casi impenetrables y laberínticas.
A pesar de ser el obstáculo más desalentador para la expansión occidental de la colonia, las Montañas Azules se encuentran en realidad al este de la divisoria de aguas que divide el sistema Hawkesbury-Nepean y el sistema Murray-Darling, la verdadera Gran Cordillera Divisoria. La cuenca hidrográfica de esta zona se encuentra al oeste de Lithgow, pasando cerca de la localidad de Mt Lambie y del pueblo de Capertee. Allí, como en algunos otros lugares de Nueva Gales del Sur, la Gran División es sólo una ligera elevación en la topografía circundante.
Sabiendo que los aborígenes locales ya habían establecido rutas que cruzaban la cordillera y aprovechando los senderos de los aborígenes, los europeos descubrieron por fin una ruta utilizable en la cima de una cresta directamente hacia el oeste desde Sydney, a través de las Montañas Azules, hasta Bathurst por una expedición dirigida conjuntamente por Gregory Blaxland, William Lawson y William Charles Wentworth. Las ciudades de las Montañas Azules recibieron posteriormente el nombre de cada uno de estos hombres. Este fue el comienzo del desarrollo de los distritos agrícolas del interior de Nueva Gales del Sur. En seis meses, los convictos construyeron una carretera a Blaxland. Se descubrieron rutas más fáciles hacia el interior de Nueva Gales del Sur en dirección a Goulburn, al suroeste, y hacia el oeste desde Newcastle.
Posteriormente, Allan Cunningham, John Oxley, Hamilton Hume, Paul Edmund Strzelecki, Ludwig Leichhardt y Thomas Mitchell realizaron exploraciones a través y alrededor de las cordilleras. Estos exploradores se dedicaban principalmente a encontrar y apropiarse de buenas tierras agrícolas.
A finales de la década de 1830 se habían explorado los pastizales más fértiles adyacentes a las cadenas montañosas, se habían apropiado de ellos los habitantes tradicionales y algunos se habían asentado. Entre ellas se encontraban las regiones de Gippsland y Riverina en el sur, hasta las Llanuras de Liverpool y los Darling Downs en el norte.
En las montañas habitaban tribus de aborígenes australianos tales como los kulin y jugaron un rol significante en la exploración de Australia por los colonizadores europeos. Uno de los primeros exploradores en cruzar la cordillera fue Gregory Blaxland, seguido por exploradores australianos famosos como Allan Cunningham, John Oxley, Hamilton Hume y Charles Sturt.
Hacia fines de la década de 1820 las praderas más fértiles próximas a las montañas ya habían sido exploradas y se habían producido algunos asentamientos de colonos. Estos incluían las regiones de Gippsland y Riverina en el sur, hasta las Planicies de Liverpool y los Darling Downs en el norte.
Posteriormente se establecieron varias rutas por carretera y ferrocarril a través de muchas partes de las cordilleras, aunque muchas zonas siguen siendo remotas en la actualidad. Por ejemplo, en el este de Victoria sólo hay una carretera importante que atraviesa las tierras altas de norte a sur, la Great Alpine Road.

## Características

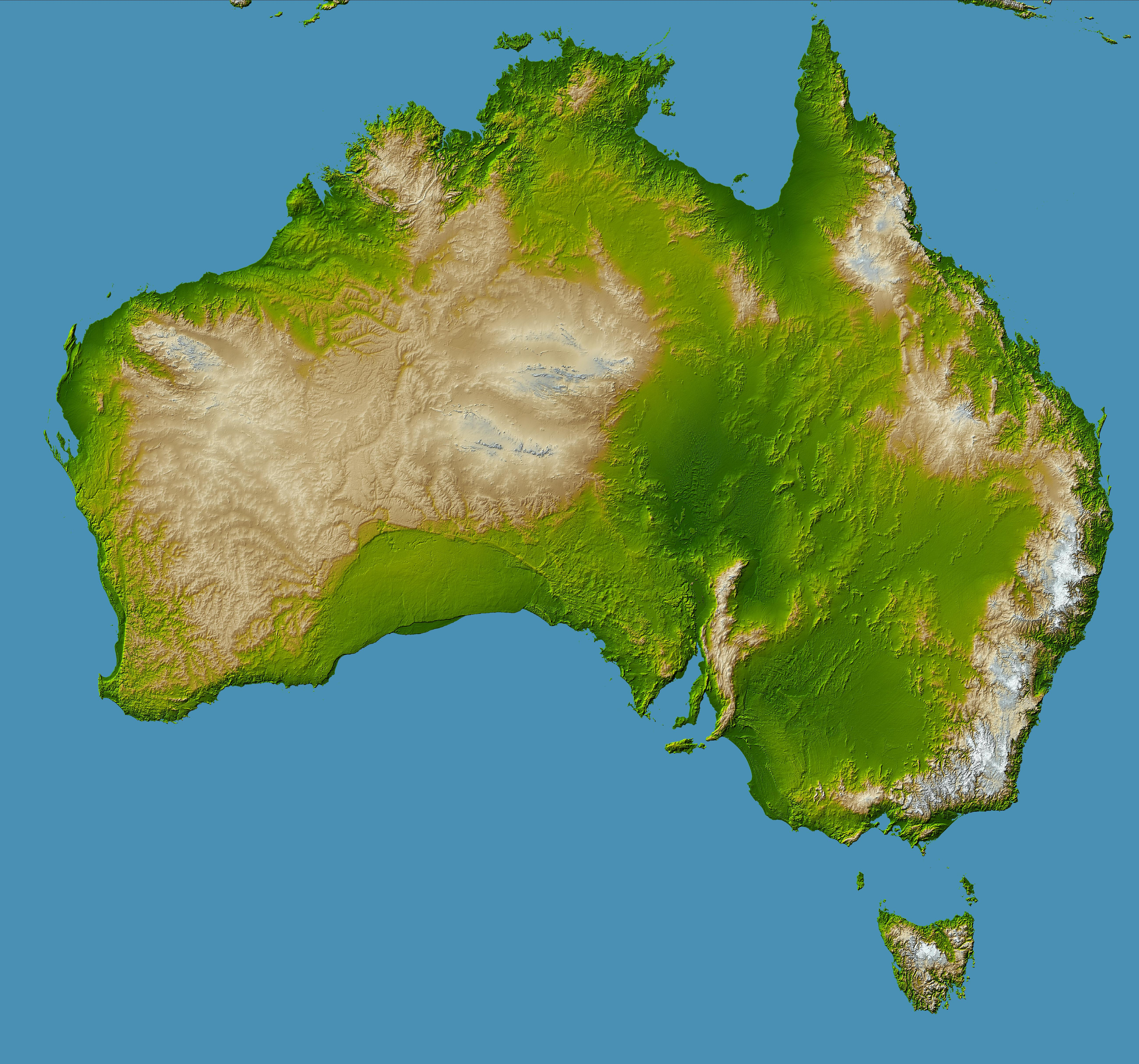
La Gran Cordillera Divisoria domina el este de Australia.

Todas las zonas alpinas de la parte continental de Australia, incluyendo su montaña más elevada, el Monte Kosciuszko (2228 metros), forman parte de esta cordillera. Las zonas más elevadas en el sur de Nueva Gales del Sur y este de Victoria se las llama Alpes australianos.
El núcleo central de la Gran Cordillera Divisoria posee cientos de picos y se encuentra rodeado por muchas otras montañas menores, cañones, valles y planicies.  Algunas de las principales planicies y mesetas son High Plains del Sudeste australiano, las Tierras Altas Centrales y las planicies de Bogong High de Victoria. Otras mesetas que se consideran parte de la Gran cordillera divisoria son la Meseta Atherton, Mesetas del Norte, la zona vitivinícola de Canberra y las Mesetas del Sur.
Las Montañas Azules, sierra de Bunya, Cadena Liverpool, Cadena McPherson y la Cadena Moonbi son algunas de las sierras menores que forman la cordillera. Mientras que algunos de los picos de las tierras altas alcanzan alturas apenas por encima de 2000 metros, la edad y erosión de la cordillera hacen que la mayoría de los montes no sean excesivamente empinados, y por ello casi todos los picos pueden ser ascendidos sin la necesidad de equipo especial de montaña.
En algunas áreas, tales como la sierra de Snowy, Alpes Victorianos, el Scenic Rim y los riscos de la zona este de Nueva Inglaterra, las tierras altas forman una importante barrera. En otras áreas las pendientes son suaves y en ciertas zonas la cadena es apenas perceptible. Algunos de los pasos más famosos a través de las montañas son el paso de Cunningham, paso de caballo muerto y  el paso de la araña.

## Clima

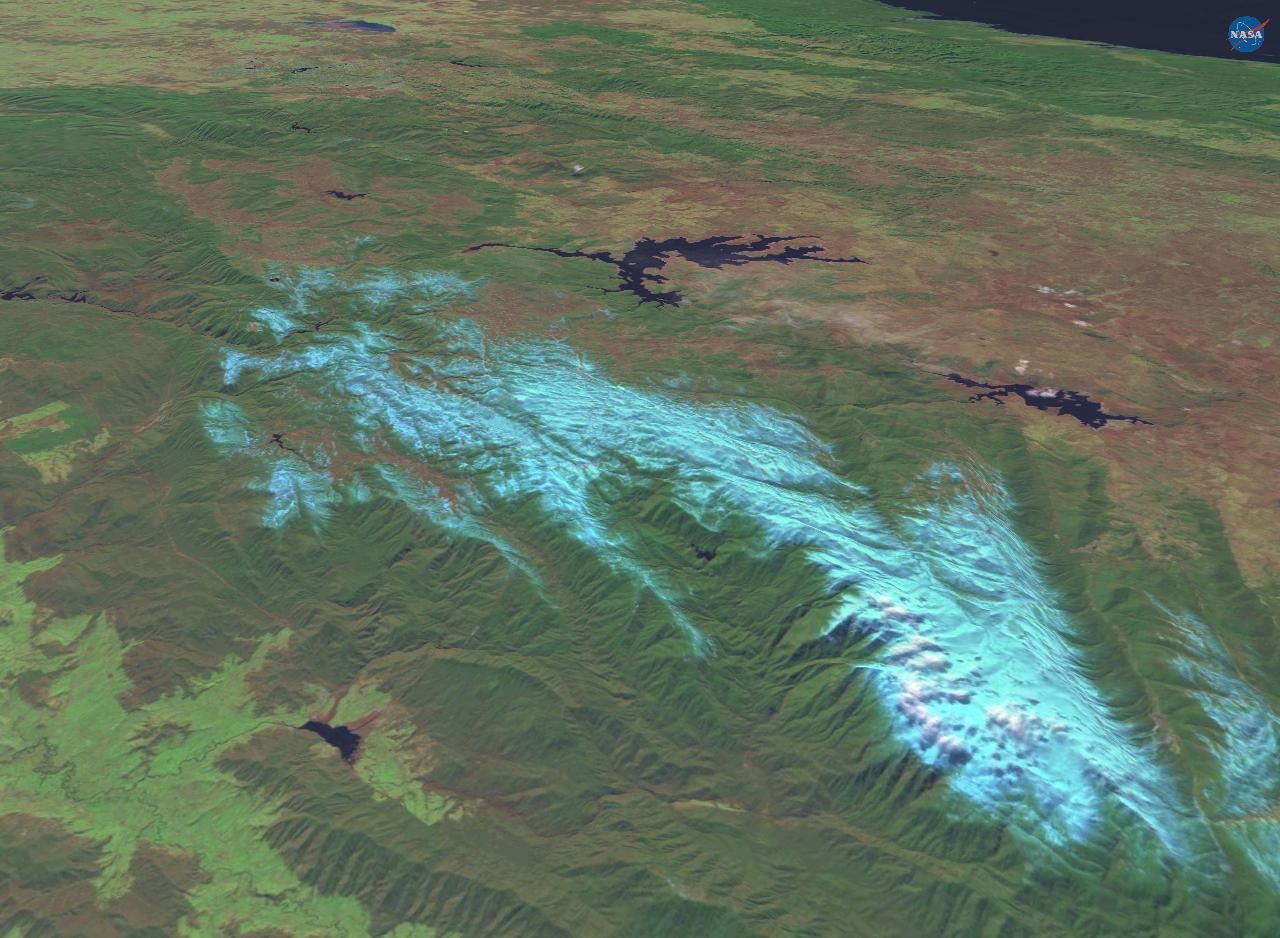
Las llanuras de Monaro (arriba a la derecha) son más secas que las verdes laderas occidentales (abajo a la izquierda), ya que se encuentran a la sombra de la lluvia. (Vista de la región de las Montañas Nevadas).

La brusca elevación entre las tierras bajas costeras y las tierras altas orientales ha afectado al clima de Australia, debido principalmente a las precipitaciones orográficas, y estas zonas de mayor relieve han revelado un impresionante país de desfiladeros. Las zonas situadas al este de la cordillera, en el sur de Nueva Gales del Sur, suelen experimentar un efecto Föhn, que es un viento seco originado en la Gran Cordillera Divisoria que eleva bruscamente la temperatura del aire a sotavento de esa cordillera y reduce la humedad atmosférica. Este viento seco, que eleva el peligro de incendios en los meses cálidos, se produce debido a la obstrucción orográfica parcial del aire relativamente húmedo de niveles bajos y al descenso del aire más seco de niveles superiores en sotavento de las montañas. El aire más seco se calienta entonces más debido a la compresión adiabática al descender por las laderas de sotavento, formando una sombra de lluvia.
En la estación fría, la Gran Cordillera Divisoria protegería gran parte del sureste (es decir. Sídney, Central Coast, Hunter Valley, Illawarra, el ACT, la Monaro y South Coast) del explosiones polares del suroeste que se originan en el Océano Antártico, que traen lluvia helada, gota y nevadas en la parte contra el viento de las cordilleras, como en las regiones de Central Tablelands, South West Slopes y Snowy Mountains - Todas ellas con inviernos más húmedos. Al estar en el borde occidental expuesto de la Gran Cordillera Divisoria, lugares como Crookwell, Bright, Khancoban, Myrtleford, Batlow, Tumut y los de Gippsland Occidental (a saber, el Latrobe Valley y Wilsons Promontory) reciben precipitaciones significativas en invierno y, por lo tanto, son barlovento; mientras que Cooma, Goulburn, Omeo, Bowral, Bombala, Nimmitabel y Canberra, en el extremo oriental de la Gran Cordillera Divisoria, son relativamente más cálidos y secos, especialmente en la estación fría, por lo que se encuentran en el lado de sotavento, además de estar protegidos tanto de los flujos del este como de los sistemas frontales del oeste debido a su posición intermedia.
Además, Oberon, Delegate, Lithgow, Shooters Hill y Sunny Corner se encuentran en la cresta de las cordilleras y, por tanto, expuestas desde todas las direcciones, de ahí su pluviosidad uniformemente repartida. Las principales estaciones de esquí de Nueva Gales del Sur, como Thredbo Village, Perisher Valley y Charlotte Pass, se encuentran a caballo entre el sotavento y el barlovento (la primera ciudad está más a sotavento y la segunda más a barlovento). Aunque reciben precipitaciones sustanciales por encima de la cresta de las cordilleras, carecen de la nubosidad persistente que caracteriza a los lugares verdaderamente a barlovento de la cara occidental, que son; Cabramurra, Kiandra, Mount Buller, Falls Creek, Mount Hotham y Mount Buffalo.

### Precipitación
En las zonas de sotavento, las precipitaciones proceden predominantemente del Mar de Tasmania, al este, ya que la Gran Cordillera Divisoria bloquea los frentes fríos del oeste procedentes del Océano Antártico (que suelen llegar entre el invierno y principios de la primavera). Por lo tanto, los inviernos en las zonas de sotavento son más secos (debido al efecto foehn) y los veranos relativamente húmedos. En cuanto a las zonas de barlovento, apenas se reciben precipitaciones del mar de Tasmania hacia el este debido a las grandes distancias y a la Gran Cordillera Divisoria; en su lugar, las precipitaciones proceden del océano Índico Meridional y del océano Antártico, avanzando hacia el este o el noreste a través de Victoria. Los inviernos en las zonas de barlovento suelen ser húmedos y los veranos tienden a ser relativamente secos. Las zonas de transición pueden estar expuestas tanto a frentes del oeste como a flujos del este, donde presentan precipitaciones bastante uniformes.

## Captación de agua
En las zonas bajas se realizan actividades de explotación forestal, lo que es motivo de fricciones con los conservacionistas. Las montañas son también la fuente de prácticamente todo el suministro de agua de la zona este de Australia, tanto mediante agua de escurrimiento que es captada en diques, como mediante la gran cuenca artesiana.
La Gran Cordillera Divisoria divide las cuencas de captación de arroyos y ríos que fluyen directamente hacia el océano Pacífico en la costa este de Australia, de los arroyos y ríos de la cuenca del Murray-Darling que fluye hacia el centro del continente.

## Áreas protegidas
Una gran parte de la cordillera se encuentra dentro de una serie de parques nacionales y otras reservas, como el parque nacional Alpino, el parque nacional Montañas Azules, el parque nacional Heathcote-Greytown y el Parque Mount Worth State.

## Referencias

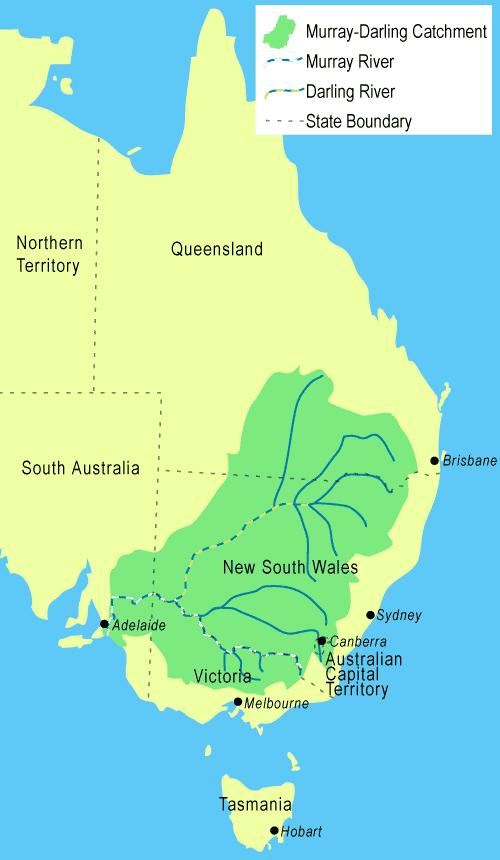
Cuenca de los ríos Murray y Darling

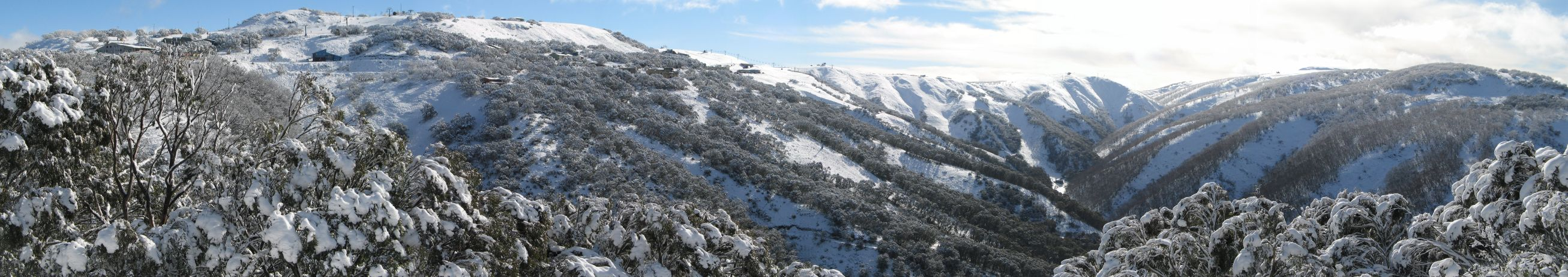
Centros de esquí en el Monte Hotham: el Monte Higginbotham a la izquierda y el Monte Loch a la derecha.